# Petra Štampalija
Petra Štampalija je hrvatska košarkašica, članica hrvatske košarkaške reprezentacije.

## Karijera

### Reprezentacija
Sudjelovala je na završnom turniru europskog prvenstva 2007. godine.
2008. je bila u skupini igračica koje je pozvao izbornik Nenad Amanović na pripreme za EP 2009.